# Catriona columbiana
Catriona columbiana is een slakkensoort uit de familie van de Trinchesiidae. De wetenschappelijke naam van de soort werd in 1922, als Amphorina columbiana, voor het eerst geldig gepubliceerd door O'Donoghue.